# Constantine Phipps
Constantine Phipps (22 août 1722 (baptisé) - 13 septembre 1775) est un pair irlandais. En 1767, il est créé baron Mulgrave, de New Ross dans le comté de Wexford, dans la pairie d'Irlande.

## Biographie
Constantine Phipps est le fils de Catherine Anneslay et William Phipps et le petit-fils de Constantine Henry Phipps, qui est Lord Chancelier d'Irlande de 1710 à 1714. Catherine Annesley est la fille et l'héritière de James Annesley et de son épouse, Catherine Darnley (une fille illégitime du roi Jacques II de sa maîtresse Catherine Sedley, comtesse de Dorchester). Catherine Darnley a par la suite épousé John Sheffield, 1er duc de Buckingham et Normanby.

## Descendance
Le 26 février 1743, Phipps se marie avec Lepell Hervey, fille de John Hervey (2e baron Hervey) et Mary Lepell. Ils ont les enfants suivants :
- Constantine John Phipps, 2e baron Mulgrave (30 mai 1744 - 10 octobre 1792)
- Charles Phipps (1753-1786)
- Henry Phipps, 1er comte de Mulgrave (14 février 1755 - 7 avril 1831)
- Henrietta Maria Phipps (26 mars 1757 - 1er septembre 1782), mariée à Charles Dillon, 12e vicomte de Dillon
- Edmund Phipps (7 avril 1760 - 14 septembre 1837)
- Auguste Phipps (1762-1826).

Il est décédé le 13 septembre 1775, à l'âge de 53 ans.